# さざなBeゲーション
『さざなBeゲーション』（さざなびげ－しょん）は、KBS京都で放送されていたラジオ番組である。

## 概要
2007年4月2日、「日曜ワイド われら夢の途中」第2部の後継番組として放送開始。
さざなBeゲーションは、「さざなみ＋Be+ナビゲーション」で、造語である。
「さざなみ」は近江の枕詞であり、琵琶湖畔に打ち寄せるさざなみは、見る人、聴く人の心に癒しを運び、遠くにある風の匂いを運んくる。そんな波のごとく、エリア内外の情報や、まちの賑わいを発信しながら、気になる話題とお喋りで、日曜のひとときを綴る番組である。多彩な情報と心地よい音楽でリスナーをリラックス・ワールドへとナビゲートする。長浜サテライトスタジオ（長浜まちづくり役場内）から放送する、「音」「ひと」「まち」をとことん楽しむ、ホリデー・プログラムである。KBS滋賀（京都放送滋賀放送局）が制作し、滋賀放送局のほか、京都放送局、福知山放送局、舞鶴放送局でも放送されていた。
さざなBeのオープニングテーマ曲は『REMEMBER TO REMEMBER』（ＮＹ在住で活躍中のピアニスト野瀬栄進の作品）。

## パーソナリティ
- 小川順子（おがわ じゅんこ、12月16日 - ）
  - 滋賀県在住のローカルタレント。米原町生まれ。米原町、彦根市育ち。2003年7月6日からKBS京都ラジオのパーソナリティをしている。愛称「おがじゅん」。168cm。A型。大津市在住。既婚、1男1女あり。
- 阿部安成（滋賀大学経済学部教授 当時准教授 イレギュラー出演）

## コーナー
- あなたの町のキラ☆キャラ　
  - まちを盛り上げる、団体を盛り上げる、そんなキャラクターをさざなBeでは「キラ☆キャラ」と呼んで、キャラが登場した経緯や今後の活動予定などキャラクターのあれこれを紹介する。ひでよし君とねねちゃん（長浜市）、なまひげ先生（滋賀県シルバー人材センター連合会）、ちーたん（滋賀県献血マスコットキャラクター）、甲賀ポン蔵（甲賀市工業会）、キャッフィー（スポレク滋賀2008）、おごとん（おごと温泉）などを紹介。
- 近江ざっくばらん　
  - 滋賀にゆかりの、ユニークなゲストを招いて、様々な話を聞く。
- ゆるり湖北　-湖北の情報を届ける
- オールディーズ・ビジット　-オールディーズナンバーから数曲をかける。　提供:シガホーム株式会社

## ゲスト
- 三田村明彦（2008年2月3日　近江ざっくばらん）